# Ancona (hönsras)
Det här är en artikel om hönsrasen Ancona. För en artikel om staden Ancona i Italien, se Ancona.

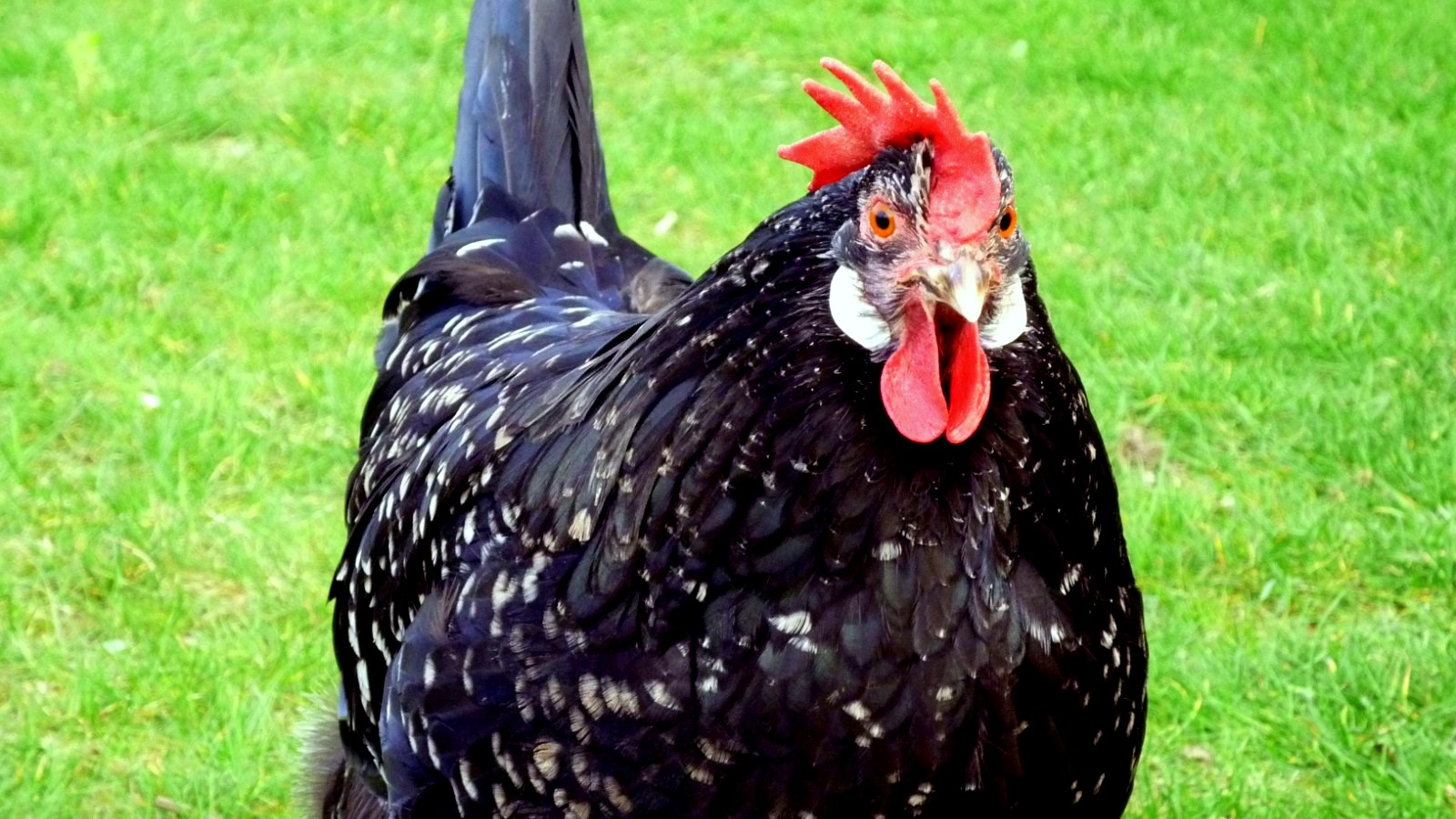
Ancona

Ancona är en lätt hönsras från den italienska staden med samma namn. Ancona framavlades ur en italiensk lantras och är släkt med leghorn. Det är en god värpras med en i Storbritannien framavlad dvärgvariant.
Rasen kännetecknas av det prickiga utseendet på fjäderdräkten. Detta beror på att vissa fjädrar är helt svarta (vilka är den övervägande delen) medan andra fjädrar är svarta med vita spetsar (vilka är en mindre del). Färgvarianten är speciell för rasen och kallas anconafärgad. Den förekommer även med en något blåaktig nyans, så kallade blå/anconafärgad.
En höna väger omkring 2 kilo och en tupp väger omkring 2,5 kilo. För dvärgvarianten är vikten för en höna cirka 650 gram och vikten för en tupp är ungefär 750 gram. Äggen är vita och äggvikten är runt 60 gram för en stor höna och 35 gram för en höna av dvärgvarianten. Ruvlusten hos hönorna är oftast dålig. Ibland är de dock villiga att ruva fram kycklingar och i så fall ser de efter dem väl. Rasen är snabbvuxen och kycklingarna blir fullt befjädrade tidigt. När hönorna är omkring 5 månader gamla börjar de att värpa.
Rasen är livlig och flyger bra. Hönsen trivs med att ha större utrymmen att röra sig på, hålls den i en mindre hönsgård kan det behövas hönsnät även över inhägnaden om hönsen inte ska flyga ut.

## Färger
- Anconafärgad
- Blå/anconafärgad